# Mściwoj Olewicz

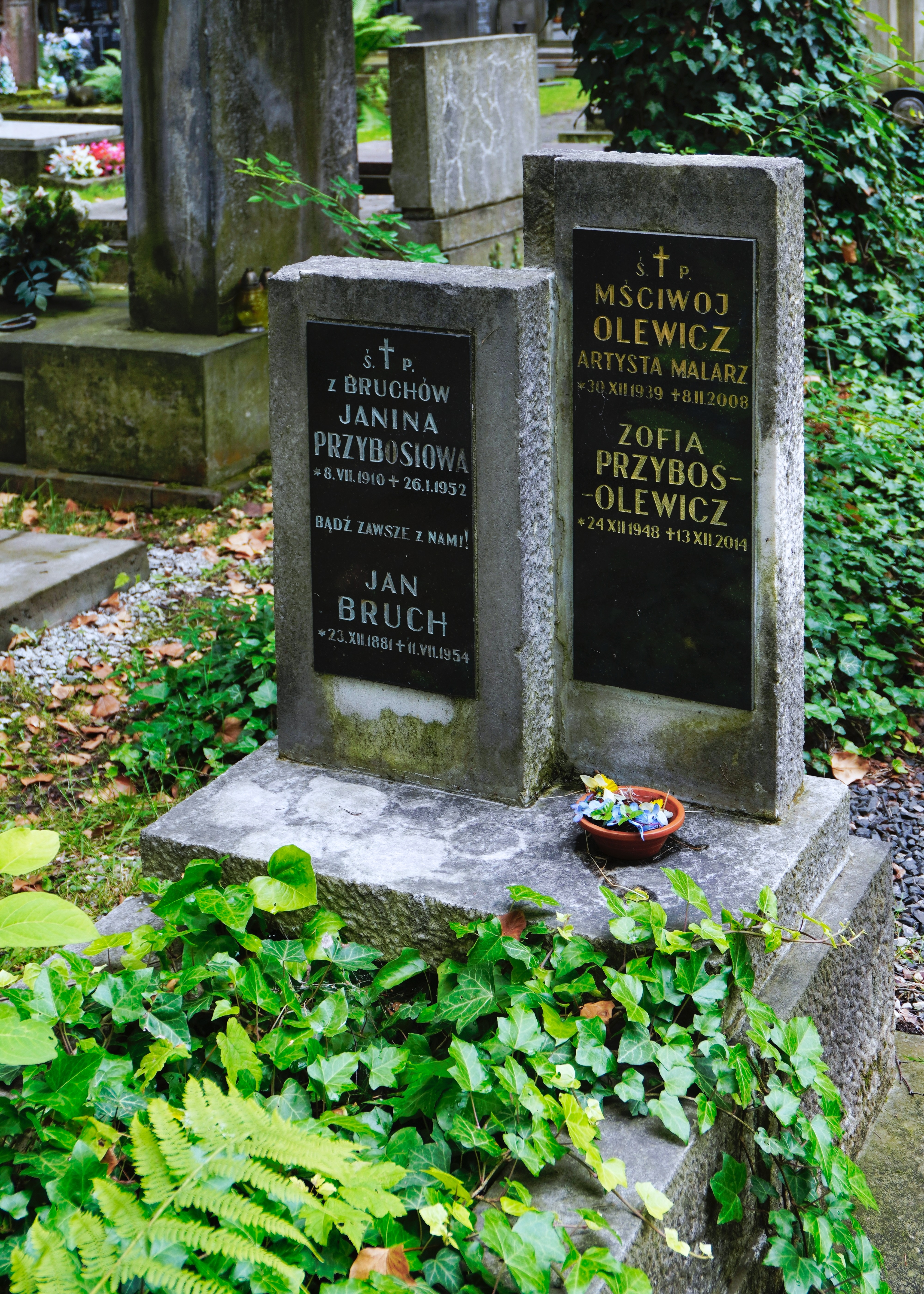
Grób Mściwoja Olewicza na cmentarzu Rakowickim w Krakowie

Mściwoj Olewicz (ur. 30 grudnia 1939 w Rypnem, zm. 8 lutego 2008) – polski malarz i grafik, wykładowca Akademii Sztuk Pięknych w Krakowie, działacz Kuźnicy.

## Życiorys
Wystawiał m.in. w Biurze Wystaw Artystycznych w Krakowie (1987). Prowadził Pracownię Malarstwa w Katedrze Sztuk Pięknych Wydziału Konserwacji i Restauracji Dzieł Sztuki Akademii Sztuk Pięknych w Krakowie.
Był autorem opracowania graficznego magazynu kulturalnego Kraków przez wszystkie lata jego ukazywania się (1984–1991). Był autorem okładek lub ilustracji do książek, m.in.: Zielone godziny Jana Adamczewskiego (1985), Jama Michalika Bolesława Farona (1997) oraz Polskie zmagania z wolnością Andrzeja Walickiego (2000). Był autorem makiety pisma Zdanie wydawanego przez Kuźnicę.
Jego prace znajdują się w zbiorach m.in. Muzeum Narodowego we Wrocławiu oraz Zachęty Narodowej Galerii Sztuki.
Został pochowany na cmentarzu Rakowickim.

## Odznaczenia
- Złoty Krzyż Zasługi „za zasługi w działalności na rzecz Stowarzyszenia Kuźnica w Krakowie” (2004)[8]